# Yooka-Laylee and the Impossible Lair
Yooka-Laylee and the Impossible Lair is een computerspel ontwikkeld door Playtonic Games en uitgegeven door Team17 voor Windows, Switch, PlayStation 4 en de Xbox One. Het platformspel is uitgekomen op 8 oktober 2019.

## Spel
Het spel is een spin-off van Yooka-Laylee uit 2017 en is een side-scrolling platformspel waarin de speler het personage Yooka, een kameleon bestuurt. Op zijn hoofd zit Laylee, een vleermuis. Samen moeten ze munten en voorwerpen verzamelen en Beetalions bevrijden, om zo het eindlevel uit te spelen.

## Ontvangst
| Recensiescore       | Recensiescore                          |
| Recensieverzamelaar | Score                                  |
| ------------------- | -------------------------------------- |
| Metacritic          | 79% (NS) 81% (PC) 82% (PS4) 84% (XOne) |
| Publicist           | Score                                  |
| Destructoid         | 7                                      |
| Game Informer       | 8,5                                    |
| IGN                 | 8,7                                    |

Het spel ontving overwegend positieve recensies. Men prees het grafische gedeelte, de gameplay en vernieuwende elementen. Kritiek was er op het spelontwerp, de besturing en de moeilijkheidsgraad.